# یوسف النصیری
یوسف النصیری (انگلیسی: Youssef En-Nesyri؛ زادهٔ ۱ ژوئن ۱۹۹۷) بازیکن فوتبال اهل مراکش است که به عنوان مهاجم برای باشگاه فوتبال فنرباغچه و تیم ملی فوتبال مراکش بازی می‌کند. او بیشتر به خاطر توانایی‌اش در بازی هوایی و قدرت سرزنی‌اش شناخته می‌شود.
او در سال ۲۰۲۴، سویا را ترک کرد و به فنرباغچه، زیر نظر ژوزه مورینیو رفت.
النصیری تمام دوران فوتبالی خود را در اسپانیا گذرانده‌است؛ او برای تیم‌های مالاگا، لگانس، سویا و فنرباغچه به میدان رفته‌است. او بیش از ۱۵۰ بازی در لالیگا انجام داده‌است و بیش از ۵۰ گل به ثمر رسانده‌است. حالا باید در سوپرلیگ ترکیه و فنرباغچه ماجراجویی کند.
او نخستین بازی ملی‌اش را در سال ۲۰۱۶ و در سن ۱۸ سالگی انجام داد؛ پس از آن‌که قبلاً در تیم‌های پایه و ردهٔ زیر ۲۰ سال بازی کرده بود. او جزو نفرات انتخابی تیم ملی مراکش برای جام جهانی ۲۰۱۸ و ۲۰۲۲ بود. او همچنین برای جام ملت‌های آفریقا در سال‌های ۲۰۱۷، ۲۰۱۹ و ۲۰۲۱ انتخاب شد.

## آمار ملی

### بازی‌های ملی
تا تاریخ ۳۰ ژانویه ۲۰۲۴
| مراکش | مراکش | مراکش | مراکش  |
| سال   | بازی  | گل    | پاس گل |
| ----- | ----- | ----- | ------ |
| ۲۰۱۶  | ۵     | ۰     | ۱      |
| ۲۰۱۷  | ۹     | ۱     | ۱      |
| ۲۰۱۸  | ۷     | ۵     | ۰      |
| ۲۰۱۹  | ۱۰    | ۳     | ۱      |
| ۲۰۲۰  | ۴     | ۲     | ۰      |
| ۲۰۲۱  | ۵     | ۰     | ۰      |
| ۲۰۲۲  | ۱۷    | ۶     | ۰      |
| ۲۰۲۳  | ۸     | ۰     | ۰      |
| ۲۰۲۴  | ۴     | ۳     | ۰      |
| مجموع | ۶۹    | ۲۰    | ۳      |

### گل‌های ملی
| شماره | تاریخ          | میزبان      | بازی ملی | حریف                 | نتیجه | رقابت                          |
| ----- | -------------- | ----------- | -------- | -------------------- | ----- | ------------------------------ |
| ۱     | ۲۰ ژانویه ۲۰۱۷ | اویم        | ۹        | توگو                 | ۳–۱   | جام ملت‌های آفریقا ۲۰۱۷         |
| ۲     | ۹ ژوئن ۲۰۱۸    | تالین       | ۱۶       | استونی               | ۳–۱   | دوستانه                        |
| ۳     | ۲۵ ژوئن ۲۰۱۸   | کالینینگراد | ۱۷       | اسپانیا              | ۲–۲   | جام جهانی ۲۰۱۸ روسیه           |
| ۴     | ۸ سپتامبر ۲۰۱۸ | کازابلانکا  | ۱۸       | مالاوی               | ۳–۰   | مقدماتی جام ملت‌های آفریقا ۲۰۱۹ |
| ۵     | ۸ سپتامبر ۲۰۱۸ | کازابلانکا  | ۱۸       | مالاوی               | ۳–۰   | مقدماتی جام ملت‌های آفریقا ۲۰۱۹ |
| ۶     | ۲۰ نوامبر ۲۰۱۸ | رادس        | ۲۲       | تونس                 | ۱–۰   | دوستانه                        |
| ۷     | ۲۸ ژوئن ۲۰۱۹   | قاهره       | ۲۶       | ساحل عاج             | ۱–۰   | جام ملت‌های آفریقا ۲۰۱۹         |
| ۸     | ۵ ژوئیه ۲۰۱۹   | قاهره       | ۲۸       | بنین                 | ۱–۱   | جام ملت‌های آفریقا ۲۰۱۹         |
| ۹     | ۱۹ نوامبر ۲۰۱۹ | بوجومبورا   | ۳۲       | بوروندی              | ۳–۰   | مقدماتی جام ملت‌های آفریقا ۲۰۲۱ |
| ۱۰    | ۹ اکتبر ۲۰۲۰   | رباط        | ۳۳       | سنگال                | ۳–۱   | دوستانه                        |
| ۱۱    | ۱۷ نوامبر ۲۰۲۰ | دوالا       | ۳۵       | جمهوری آفریقای مرکزی | ۲–۰   | مقدماتی جام ملت‌های آفریقا ۲۰۲۱ |
| ۱۲    | ۲۵ ژانویه ۲۰۲۲ | یائونده     | ۴۳       | مالاوی               | ۲–۱   | جام ملت‌های آفریقا ۲۰۲۱         |
| ۱۳    | ۹ ژوئن ۲۰۲۲    | رباط        | ۴۷       | آفریقای جنوبی        | ۲–۱   | مقدماتی جام ملت‌های آفریقا ۲۰۲۳ |
| ۱۴    | ۱۳ ژوئن ۲۰۲۲   | کازابلانکا  | ۴۸       | لیبریا               | ۲–۰   | مقدماتی جام ملت‌های آفریقا ۲۰۲۳ |
| ۱۵    | ۱۷ نوامبر ۲۰۲۲ | شارجه       | ۵۰       | گرجستان              | ۳–۰   | دوستانه                        |
| ۱۶    | ۱ دسامبر ۲۰۲۲  | دوحه        | ۵۳       | کانادا               | ۲–۱   | جام جهانی ۲۰۲۲ قطر             |
| ۱۷    | ۱۰ دسامبر ۲۰۲۲ | دوحه        | ۵۵       | پرتغال               | ۱–۰   | جام جهانی ۲۰۲۲ قطر             |
| ۱۸    | ۱۱ ژانویه ۲۰۲۴ | سن-پدرو     | ۶۶       | سیرالئون             | ۳–۱   | دوستانه                        |
| ۱۹    | ۱۱ ژانویه ۲۰۲۴ | سن-پدرو     | ۶۶       | سیرالئون             | ۳–۱   | دوستانه                        |
| ۲۰    | ۱۷ ژانویه ۲۰۲۴ | سن-پدرو     | ۶۷       | تانزانیا             | ۳–۰   | جام ملت‌های آفریقا ۲۰۲۳         |

## افتخارات
سویا
- لیگ اروپا: ۲۰–۲۰۱۹[۱]